# Kiss Me Goodbye
Kiss Me Goodbye (br: Meu Adorável Fantasma — pt: Beija-me... e adeus) é um filme estadunidense de 1982, do gênero comédia romântica, dirigido por Robert Mulligan e com roteiro baseado no livro Dona Flor e Seus Dois Maridos, de Jorge Amado.

## Sinopse
Após três anos da morte do marido, uma viúva conhece outro homem, um egiptólogo do Museu Metropolitano de Arte de Nova York, e se apaixona. Mas, um dia antes de seu casamento, o fantasma do primeiro marido vem fazer uma surpresa.

## Elenco principal
| Ator              | Personagem        |
| ----------------- | ----------------- |
| Sally Field       | Kay Villano       |
| James Caan        | Jolly Villano     |
| Jeff Bridges      | Rupert Baines     |
| Paul Dooley       | Hugh Kendall      |
| Claire Trevor     | Charlotte Banning |
| Mildred Natwick   | Sra. Reilly       |
| Dorothy Fielding  | Emily             |
| William Prince    | Reverendo Hollis  |
| Maryedith Burrell | Sra. Newman       |
| Alan Haufrect     | Sr. Newman        |
| Stephen Elliott   | Edgar             |
| Michael Ensign    | Billy             |
| Edith Fields      | Garçonete         |
| Lee Weaver        | Sr. King          |

## Principais prêmios e indicações
Globo de Ouro
- Indicado na categoria de melhor atriz - comédia / musical (Sally Field).

## Curiosidades
- O filme Dona Flor e Seus Dois Maridos, gravado nos anos 70 no Brasil, fez tanto sucesso que ocorreu algo muito raro: ele foi refilmado nos EUA e lançado em 1982.
- Bruno Barreto, que dirigiu no Brasil a primeira versão cinematográfica da história, foi um dos roteiristas do filme estadunidense.